# Jueus de Belmonte

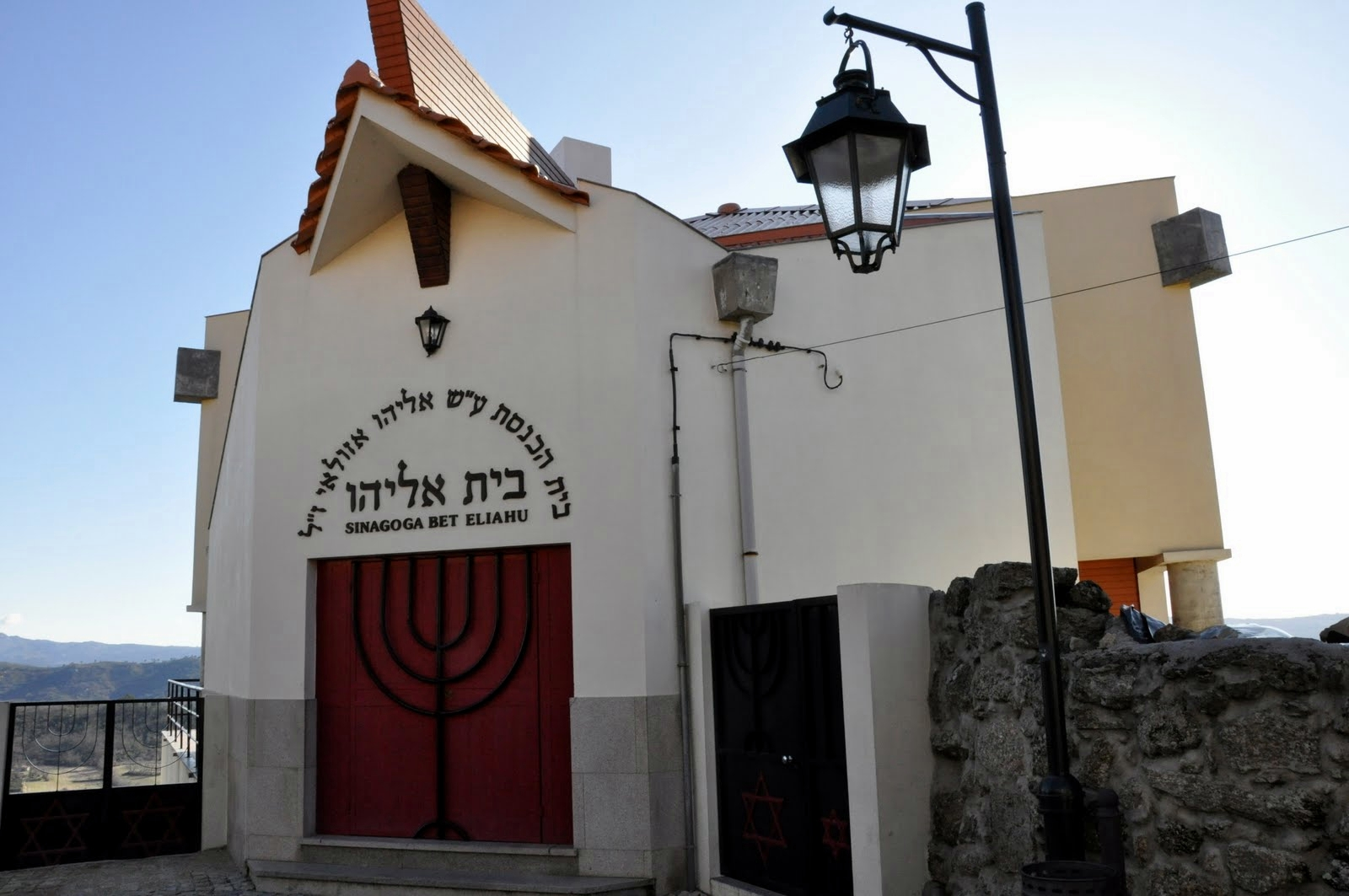
Sinagoga Bet Eliahu a Belmonte.

Els jueus de Belmonte son una comunitat criptojueva que ha perviscut oculta al municipi de Belmonte, a Portugal, durant sis-cents anys.

## Els "marrans" de Belmonte
Els marrans que constitueixen la comunitat de Belmonte es coneixen pels "jueus de Belmonte". Són una comunitat que ha perviscut en secret durant segles mercès a la tradició de l'endogàmia i a l'ocultació de qualsevol senyal extern de la fe que professen.
La comunitat jueva de la municipalitat de Belmonte, a la subregió portuguesa de Cova da Beira, es remunta al segle XII, i ha practicat el criptojudaisme des de l'ordre d'expulsió de 1497, però no fou descoberta fins a l'any 1917 per un jueu polonès enginyer de mines i historiador anomenat Samuel Schwarz.

## Retorn a la pràctica pública del judaisme
Alguns membres de la comunitat van retornar a la pràctica pública del judaisme ortodox cap als anys 1970s, especialment amb l'ajut de l'organització Shavei Israel, que es dedica a ajudar les comunitats criptojueves a retornar a la seva antiga fe, i van establir-la com la seva religió oficial. Van posar-se en contacte amb les autoritats judaiques d'Israel, que van reconèixer oficialment la comunitat retrobada. El 1996 van inaugurar la nova sinagoga Bet Eliahu. Tot i que finalment no es va fer, es va intentar posar sobre l'arc de la porta una pedra amb una inscripció en hebreu trobada a Belmonte i datada en 1296–1297.
El 2003, la Federació Sefardita Americana va crear el Belmonte Project per tal de recollir fons per adquirir materials i serveis educatius jueus per a la comunitat, que actualment té uns 300 membres en un municipi d'uns 7.000 habitants. El Museu Judaico de Belmonte obrí les portes el 17 d'abril de 2005. El 2006 es va donar per acabat el "Projecte Belmonte", i l'experiència de la tradició sefardita de Belmonte es considera única al món.
William Annyas (o Anes), descendent d'una família de marrans de Belmonte que havia emigrat a Irlanda i que havia tornat al judaisme, esdevingué batlle de Youghal, al Comtat de Cork, el 1555, essent el primer jueu elegit per a qualsevol càrrec a la història d'Irlanda.